# Brachychthonius psammophylus
Brachychthonius psammophylus är en kvalsterart som beskrevs av Sandór Mahunka 1987. Brachychthonius psammophylus ingår i släktet Brachychthonius och familjen Brachychthoniidae. Inga underarter finns listade.